# يان كراولي
يان كراولي (بالإنجليزية: Ian Crawley)‏ هو لاعب كرة قدم بريطاني، ولد في 14 مايو 1962 في كوفنتري في المملكة المتحدة، وتوفي في 8 يوليو 2008 في ورك في المملكة المتحدة بسبب سرطان البنكرياس وتصلب جانبي ضموري. لعب مع نادي تاموورث.